# Neotrichocepheus tongaensis
Neotrichocepheus tongaensis är en kvalsterart som först beskrevs av Hammer 1973.  Neotrichocepheus tongaensis ingår i släktet Neotrichocepheus och familjen Tetracondylidae. Inga underarter finns listade i Catalogue of Life.